# هلن مک‌کروری
هلن مک‌کروری، OBE (زادهٔ ۱۷ اوت ۱۹۶۸ در لندن – درگذشتهٔ ۱۶ آوریل ۲۰۲۱ در لندن) بازیگر اهل انگلستان بود.
در ۴ ژوئیه سال ۲۰۰۷، مک‌کروری با بازیگر دیمین لوئیس ازدواج کرد. این زوج صاحب یک دختر به نام مانون و یک پسر به نام گالیور شدند. وی در ظهر ۱۶ آوریل ۲۰۲۱ در سن ۵۲ سالگی در خانه خود در لندن بر اثر سرطان درگذشت.

## بخشی از فیلم‌شناسی
از فیلم‌ها یا برنامه‌های تلویزیونی که وی در آن نقش داشته‌است می‌توان به آثار زیر اشاره کرد.
| سال       | نوع              | عنوان                             | یادداشت  |
| --------- | ---------------- | --------------------------------- | -------- |
| ۱۹۹۴      | فیلم             | مصاحبه با خون‌آشام                 |          |
| ۱۹۹۴      | فیلم             | کشف‌نشده                           |          |
| ۲۰۰۰      | مجموعه تلویزیونی | آنا کارنینا                       |          |
| ۲۰۰۱      | فیلم             | شارلوت گری                        |          |
| ۲۰۰۲      | فیلم             | کنت مونت کریستو                   |          |
| ۲۰۰۴      | فیلم             | عشق پاینده                        |          |
| ۲۰۰۴      | فیلم             | شرلوک هلمز و پرونده جوراب ابریشمی |          |
| ۲۰۰۵      | فیلم             | کازانووا                          |          |
| ۲۰۰۶      | فیلم             | ملکه                              |          |
| ۲۰۰۷      | فیلم             | جین شدن                           |          |
| ۲۰۰۹      | مجموعه فیلم      | هری پاتر و شاهزاده دورگه          |          |
| ۲۰۰۹      | فیلم             | آقای فاکس شگفت‌انگیز               |          |
| ۲۰۰۹      | مجموعه تلویزیونی | زندگی                             |          |
| ۲۰۱۰      | مجموعه تلویزیونی | دکتر هو                           |          |
| ۲۰۱۰      | مجموعه فیلم      | هری پاتر و یادگاران مرگ           | قسمت اول |
| ۲۰۱۱      | مجموعه فیلم      | هری پاتر و یادگاران مرگ           | قسمت دوم |
| ۲۰۱۱      | مجموعه تلویزیونی | فینیس و فرب                       |          |
| ۲۰۱۱      | فیلم             | هوگو                              |          |
| ۲۰۱۲      | فیلم             | اسکای‌فال                          |          |
| ۲۰۱۴      | فیلم             | هرج‌ومرج کوچک                      |          |
| ۲۰۱۴      | مجموعه تلویزیونی | داخل شماره ۹                      |          |
| ۲۰۱۵      | فیلم             | زن سیاه‌پوش: فرشته مرگ             |          |
| ۲۰۱۶      | فیلم             | بهترین آن‌ها                       |          |
| ۲۰۱۷      | فیلم             | وینسنت بامحبت                     |          |
| ۲۰۱۴–۲۰۱۵ | مجموعه تلویزیونی | داستان عامه پسند                  |          |
| ۲۰۱۳–۲۰۱۹ | مجموعه تلویزیونی | پیکی بلایندرز                     |          |
| ۲۰۱۹      | مجموعه تلویزیونی | نیروی اهریمنی‌اش                   |          |